# 李聿
李聿（?—?），沙陀人，是李教的父親，李琰的祖父，李霓的曾祖父，李嗣源的高祖父。
926年，李嗣源登位後，他被尊為皇帝，廟號後唐惠祖，諡號孝恭皇帝，皇陵稱遂陵。